# (35611) 1998 HU136
1998 HU136 (asteroide 35611) é um asteroide da cintura principal. Possui uma excentricidade de 0.28961910 e uma inclinação de 5.83370º.
Este asteroide foi descoberto no dia 20 de abril de 1998 por LINEAR em Socorro.